# Хеннесси, Уэйн
Уэ́йн Ро́берт Хе́ннесси (англ. Wayne Robert Hennessey; род. 24 января 1987, Бангор) — валлийский футболист, вратарь клуба «Ноттингем Форест». Выступает за национальную сборную Уэльса.

## Ранние годы. Начало карьеры
Хеннесси является двоюродным братом Терри Хеннесси, обладателя 39 кубков, игрока сборной Уэльса с 1962 по 1972 г. Хеннесси родился в Бангор, Гвинед, и вырос в Бомарис, Англси. Получил образование в Дэвид Хьюз, но перешёл на Connah’s Quay High School. Хеннеси начал карьеру в академии Манчестер Сити, был выпущен в 2003 году, после чего поступил в молодёжную академию в Вулверхэмптон. Он подписал профессиональный контракт в апреле 2005 года.
Пребывая в резерве команды «Wolves» и других юношеских команд в течение сезона 2005/06, Хеннесси был отправлен на испытательный срок в «Бристоль Сити» в июле 2006 года, но был возвращен в «Wolves» после травмы вратаря Мэтта Мюррей. Затем он вернулся в «Бристоль Сити» в августе 2006 года, однако только на один месяц, в котором так и не сыграл, и вернулся в свой родной клуб из-за травмы руки.

## Карьера

### Клубная
Для того, чтобы получить место в лучшей футбольной команде, Хеннесси присоединился к третьему дивизиону чемпионата Англии в январе 2007 года на один месяц. В его дебютном матче против «Бостон Юнайтед» команда отыграла «на ноль», как и последующие пять матчей, после чего его аренда была продлена ещё на месяц.
Он установил рекорд в футбольной лиге. Это девять матчей, в которых команда не пропустила гол в свои ворота. Команда «Стокпорт» побила 119-летний рекорд, когда она разгромила «Суиндон Таун» со счетом 3:0 в Марте 2007. После этого достижения он был назван лучшим игроком месяца третьего дивизиона Англии. Его достижение также означает, что он теперь держит рекорд «Каунти» по самому длинному периоду матчей, проведенных без пропущенных мячей, тем самым побив 85-летний рекорд Гарри Харди. Его рекорд в настоящее время составляет 857 минут, с самого начала своего дебюта в клубе против «Бостон Юнайтед» 13 января 2007 года, пока Оливер Аллен из «Барнет» не забил 10 марта 2007 года.

#### «Вулверхэмптон Уондерерс»
Он вернулся в «Вулверхэмптон Уондерерс» в апреле 2007 года, после очередной травмы первого вратаря Мэтта Мюррея, и оказался на скамейке запасных в течение нескольких игр. Когда Мюррей сломал предплечье в преддверии чемпионата полуфинала плей-офф в первом матче с «Вест Бромвич», состоялся дебют Хеннесси в «Wolves».
Мюррей, пропустивший весь сезон 2007/08 с многочисленными травмами, позволил Хеннесси утвердиться в клубе под номером один и подписать новый выгодный контракт. В конце сезона 2007/08, по мнению футбольной ассоциации, Хеннесси был назван лучшим игроком сезона. По мнению журнала «FourFourTwo», Хеннесси занял 22-е место в списке Топ-50 игроков футбольной лиги.
Сезон 2008/09 увидел мощный старт Хеннесси и «Wolves». Их ждали победы в восьми матчах из девяти игр лиги. Но такая прекрасная серия матчей закончилась после поражения команде из Рединга со счетом 0:3. Вскоре после этого менеджер Хеннеси Мик Маккарти отправил его на скамью запасных, ссылаясь на психологическую усталость. Резервный голкипер Карл Икеме довольно долго замещал его. Затем Хеннесси восстановился и уверенно защищал ворота команды всю оставшуюся часть сезона, который завершился продвижением в премьер-лигу после пятилетнего отсутствия.
Хеннеси начал в Премьер-лиги в сезоне 2009/10. Тем не менее, пропустив четыре гола в двух играх, он был заменен на более опытного голкипера Маркуса Ханеманна, и оставался на скамейке запасных до конца сезона. В июле 2010 года Хеннесси продлил свой контракт с «Wolves» до 2015 года. В следующем сезоне вновь начал играть Ханеманн, сохраняя первое место, пока Хеннесси не вернулся в стартовый состав в ноябре 2010 года. В сезоне 2011/12, Хеннесси был частью обороны «Wolves», но повредил колено во время тренировки в ноябре 2012 года, что выбило его из строя на сезон 2012-13.
Перед началом сезона 2013-14 он вернулся к «Wolves» — в клубе во втором дивизионе чемпионата Англии он страдал из-за перевода в низшую лигу, с тех пор как был травмирован — но для открытия сезона выбран не был. 12 августа 2013 года была достигнута договоренность провести месяц в Йовиле, пока Хеннесси не оправится от своих долгосрочных проблем и травм. Однако, прежде чем эта сделка была официально заключена, Хеннесси перенес травму подколенного сухожилия, в то время как международные обязательства перед валлийской национальной сборной были пересмотрены. Несмотря на это, 21 августа 2013 года в команде Йовиля произошла официальная замена на Хеннесси, ввиду травмы вратаря Сэма Джонстона. Он дебютировал в Йовиле, пропустив 3 мяча против «Дерби Каунти» 24 августа 2013 года. В предпоследнем домашнем матче Хеннесси получил награду «Man of the Match», после того как команда достигла первой в истории победы дома на чемпионате, победив «Ноттингем Форест».
После своей аренды в Йовиле Хеннесси вернулся к «Волкам», но Карла Икеме не вытеснил. Когда Икеме получил травму в январе 2014 года, Хеннесси отказался играть в следующем матче против «Джилингем», пустив слух, что собирается уходить из клуба. Впоследствии он извинился за свой отказ играть. Тем не менее он действительно не хотел продолжать играть с «Волками», и позже переговоры позволили ему присоединиться к команде Премьер-лиги «Кристал Пэлас».

#### «Кристал Пэлас»
31 января 2014 года, Хеннесси заключил контракт с «Кристал Пэлас» сроком на три с половиной года. Хеннесси дебютировал в команде «Иглс» на матче премьер-лиги с Фулхэмом со счетом 2:2 11 мая 2014 года.
Первое появление Хеннесси в сезоне 2014/15 принесло победу со счетом 3:0 во втором раунде Кубка футбольной лиге. 25 октября состоялось первое появление Хеннесси в премьер-лиге сезона в качестве замены травмированного первого вратаря Сперони. Игра с Вест Бромвич закончилась со счетом 2:2. Хеннесси закончил сезон, в котором команда победила «Ливерпуль» и «Суонси Сити», матчи были сыграны «на ноль».
После старта в 2015-16 гг Кубка футбольной лиги второго и третьего раунда матче «Кристал Пэлас» Хеннесси был выбран, чтобы играть против «Уотфорд» вместо Алекса Маккарти. Он сохранил свое место в качестве первого вратаря команды.

### Международная карьера
Его полный международный дебют за Уэльс против Новой Зеландии завершился ничьей со счетом 2:2, 26 мая 2007 года. С тех пор Хеннесси зарекомендовал себя в качестве первого вратаря своей страны. Хеннесси провел свой 50-й матч за Уэльс 3 сентября 2015 года.
Хеннесси сыграл во всех десяти отборочных матчах Евро-2016, пропустив всего 4 раза. Так, команда достигла своего первого крупного международного турнира после чемпионата мира в 1958 году. Хеннесси был назван в Уэльсе «первым голкипером», но был вынужден пропустить первую игру турнира, победу над Словакией со счетом 2:1. После перенесенного им спазма спины Хеннесси заменили на Дэнни Уорда.

## Статистика
| Матчи Уэйна Хеннесси за сборную Уэльса | Матчи Уэйна Хеннесси за сборную Уэльса | Матчи Уэйна Хеннесси за сборную Уэльса | Матчи Уэйна Хеннесси за сборную Уэльса | Матчи Уэйна Хеннесси за сборную Уэльса | Матчи Уэйна Хеннесси за сборную Уэльса | Матчи Уэйна Хеннесси за сборную Уэльса |
| №                                      | Дата                                   | Оппонент                               | Счёт                                   | Пропущено голов                        | Соревнование                           |                                        |
| -------------------------------------- | -------------------------------------- | -------------------------------------- | -------------------------------------- | -------------------------------------- | -------------------------------------- | -------------------------------------- |
| 1                                      | 26 мая 2007                            | Новая Зеландия                         | 2 : 2                                  | —                                      | Товарищеский матч                      |                                        |
| 2                                      | 2 июня 2007                            | Чехия                                  | 0 : 0                                  | —                                      | Отборочные матчи ЧЕ-2008               |                                        |
| 3                                      | 22 августа 2007                        | Болгария                               | 1 : 0                                  | —                                      | Товарищеский матч                      |                                        |
| 4                                      | 8 сентября 2007                        | Германия                               | 0 : 2                                  | 2                                      | Отборочные матчи ЧЕ-2008               |                                        |
| 5                                      | 12 сентября 2007                       | Словакия                               | 5 : 2                                  | 2                                      | Отборочные матчи ЧЕ-2008               |                                        |
| 6                                      | 17 ноября 2007                         | Ирландия                               | 2 : 2                                  | 2                                      | Отборочные матчи ЧЕ-2008               |                                        |
| 7                                      | 21 ноября 2007                         | Германия                               | 0 : 0                                  | —                                      | Отборочные матчи ЧЕ-2008               |                                        |
| 8                                      | 6 февраля 2008                         | Норвегия                               | 3 : 0                                  | —                                      | Товарищеский матч                      |                                        |
| 9                                      | 28 мая 2008                            | Исландия                               | 1 : 0                                  | —                                      | Товарищеский матч                      |                                        |
| 10                                     | 1 июня 2008                            | Нидерланды                             | 0 : 2                                  | 2                                      | Отборочные матчи ЧЕ-1992               |                                        |
| 11                                     | 6 сентября 2008                        | Азербайджан                            | 1 : 0                                  | —                                      | Отборочные матчи ЧМ-2010               |                                        |
| 12                                     | 10 сентября 2008                       | Россия                                 | 1 : 2                                  | 2                                      | Отборочные матчи ЧМ-2010               |                                        |
| 13                                     | 11 октября 2008                        | Лихтенштейн                            | 2 : 0                                  | —                                      | Отборочные матчи ЧМ-2010               |                                        |
| 14                                     | 15 октября 2008                        | Германия                               | 0 : 1                                  | 1                                      | Отборочные матчи ЧМ-2010               |                                        |
| 15                                     | 11 февраля 2009                        | Польша                                 | 0 : 1                                  | —                                      | Товарищеский матч                      |                                        |
| 16                                     | 28 марта 2009                          | Финляндия                              | 0 : 2                                  | 2                                      | Отборочные матчи ЧМ-2010               |                                        |
| 17                                     | 1 апреля 2009                          | Германия                               | 0 : 2                                  | 2                                      | Отборочные матчи ЧМ-2010               |                                        |
| 18                                     | 29 мая 2009                            | Эстония                                | 1 : 0                                  | —                                      | Отборочные матчи ЧЕ-1992               |                                        |
| 19                                     | 6 июня 2009                            | Азербайджан                            | 1 : 0                                  | —                                      | Отборочные матчи ЧМ-2010               |                                        |
| 20                                     | 12 августа 2009                        | Черногория                             | 1 : 2                                  | 2                                      | Товарищеский матч                      |                                        |
| 21                                     | 9 сентября 2009                        | Россия                                 | 1 : 3                                  | 3                                      | Отборочные матчи ЧМ-2010               |                                        |
| 22                                     | 10 октября 2009                        | Финляндия                              | 1 : 2                                  | 2                                      | Отборочные матчи ЧМ-2010               |                                        |
| 23                                     | 14 ноября 2009                         | Шотландия                              | 3 : 0                                  | —                                      | Товарищеский матч                      |                                        |
| 24                                     | 3 марта 2010                           | Швеция                                 | 0 : 1                                  | —                                      | Товарищеский матч                      |                                        |
| 25                                     | 23 мая 2010                            | Хорватия                               | 0 : 2                                  | 1                                      | Товарищеский матч                      |                                        |
| 26                                     | 11 августа 2010                        | Люксембург                             | 5 : 1                                  | 1                                      | Товарищеский матч                      |                                        |
| 27                                     | 3 сентября 2010                        | Черногория                             | 0 : 1                                  | 1                                      | Отборочные матчи ЧЕ-2012               |                                        |
| 28                                     | 8 октября 2010                         | Болгария                               | 0 : 1                                  | 1                                      | Отборочные матчи ЧЕ-2012               |                                        |
| 29                                     | 12 октября 2010                        | Швейцария                              | 1 : 4                                  | 4                                      | Отборочные матчи ЧЕ-2012               |                                        |
| 30                                     | 8 февраля 2011                         | Ирландия                               | 0 : 3                                  | 3                                      | Кубок наций 2011                       |                                        |
| 31                                     | 26 марта 2011                          | Англия                                 | 0 : 2                                  | 2                                      | Отборочные матчи ЧЕ-2012               |                                        |
| 32                                     | 27 мая 2011                            | Северная Ирландия                      | 2 : 0                                  | —                                      | Кубок наций 2011                       |                                        |
| 33                                     | 10 августа 2011                        | Австралия                              | 1 : 2                                  | 2                                      | Товарищеский матч                      |                                        |
| 34                                     | 2 сентября 2011                        | Черногория                             | 2 : 1                                  | 1                                      | Отборочные матчи ЧЕ-2012               |                                        |
| 35                                     | 6 сентября 2011                        | Англия                                 | 0 : 1                                  | 1                                      | Отборочные матчи ЧЕ-2012               |                                        |
| 36                                     | 7 октября 2011                         | Швейцария                              | 2 : 0                                  | —                                      | Отборочные матчи ЧЕ-2012               |                                        |
| 37                                     | 11 октября 2011                        | Болгария                               | 1 : 0                                  | —                                      | Отборочные матчи ЧЕ-2012               |                                        |
| 38                                     | 12 ноября 2011                         | Норвегия                               | 4 : 1                                  | 1                                      | Товарищеский матч                      |                                        |
| 39                                     | 11 октября 2013                        | Македония                              | 1 : 0                                  | —                                      | Отборочные матчи ЧМ-2014               |                                        |
| 40                                     | 15 октября 2013                        | Бельгия                                | 1 : 1                                  | 1                                      | Отборочные матчи ЧМ-2014               |                                        |
| 41                                     | 16 ноября 2013                         | Финляндия                              | 1 : 1                                  | 1                                      | Товарищеский матч                      |                                        |
| 42                                     | 5 марта 2014                           | Исландия                               | 3 : 1                                  | 1                                      | Товарищеский матч                      |                                        |
| 43                                     | 4 июня 2014                            | Нидерланды                             | 0 : 2                                  | 2                                      | Товарищеский матч                      |                                        |
| 44                                     | 9 сентября 2014                        | Андорра                                | 2 : 1                                  | 1                                      | Отборочные матчи ЧЕ-2016               |                                        |
| 45                                     | 10 октября 2014                        | Босния и Герцеговина                   | 0 : 0                                  | —                                      | Отборочные матчи ЧЕ-2016               |                                        |
| 46                                     | 13 октября 2014                        | Кипр                                   | 2 : 1                                  | 1                                      | Отборочные матчи ЧЕ-2016               |                                        |
| 47                                     | 16 ноября 2014                         | Бельгия                                | 0 : 0                                  | —                                      | Отборочные матчи ЧЕ-2016               |                                        |
| 48                                     | 28 марта 2015                          | Израиль                                | 3 : 0                                  | —                                      | Отборочные матчи ЧЕ-2016               |                                        |
| 49                                     | 12 июня 2015                           | Бельгия                                | 1 : 0                                  | —                                      | Отборочные матчи ЧЕ-2016               |                                        |
| 50                                     | 3 сентября 2015                        | Кипр                                   | 1 : 0                                  | —                                      | Отборочные матчи ЧЕ-2016               |                                        |
| 51                                     | 6 сентября 2015                        | Израиль                                | 0 : 0                                  | —                                      | Отборочные матчи ЧЕ-2016               |                                        |
| 52                                     | 10 октября 2015                        | Босния и Герцеговина                   | 0 : 2                                  | 2                                      | Отборочные матчи ЧЕ-2016               |                                        |
| 53                                     | 13 октября 2015                        | Андорра                                | 2 : 0                                  | —                                      | Отборочные матчи ЧЕ-2016               |                                        |
| 54                                     | 13 ноября 2015                         | Нидерланды                             | 2 : 3                                  | 2                                      | Отборочные матчи ЧЕ-2016               |                                        |
| 55                                     | 24 марта 2016                          | Северная Ирландия                      | 1 : 1                                  | —                                      | Товарищеский матч                      |                                        |
| 56                                     | 28 марта 2016                          | Украина                                | 0 : 1                                  | 1                                      | Товарищеский матч                      |                                        |
| 57                                     | 5 июня 2016                            | Швеция                                 | 0 : 3                                  | 1                                      | Товарищеский матч                      |                                        |
| 58                                     | 16 июня 2016                           | Англия                                 | 1 : 2                                  | 2                                      | Чемпионат Европы по футболу 2016       |                                        |
| 59                                     | 20 июня 2016                           | Россия                                 | 3 : 0                                  | —                                      | Чемпионат Европы по футболу 2016       |                                        |
| 60                                     | 25 июня 2016                           | Северная Ирландия                      | 1 : 0                                  | —                                      | Чемпионат Европы по футболу 2016       |                                        |
| 61                                     | 1 июля 2016                            | Бельгия                                | 3 : 1                                  | 1                                      | Чемпионат Европы по футболу 2016       |                                        |
| 62                                     | 6 июля 2016                            | Португалия                             | 0 : 2                                  | 2                                      | Чемпионат Европы по футболу 2016       |                                        |
| 63                                     | 5 сентября 2016                        | Молдова                                | 4 : 0                                  | —                                      | Отборочные матчи ЧМ-2018               |                                        |
| 64                                     | 6 октября 2016                         | Австрия                                | 2 : 2                                  | 2                                      | Отборочные матчи ЧМ-2018               |                                        |
| 65                                     | 9 октября 2016                         | Грузия                                 | 1 : 1                                  | 1                                      | Отборочные матчи ЧМ-2018               |                                        |
| 66                                     | 12 ноября 2016                         | Сербия                                 | 1 : 1                                  | 1                                      | Отборочные матчи ЧМ-2018               |                                        |
| 67                                     | 24 марта 2017                          | Ирландия                               | 0 : 0                                  | —                                      | Отборочные матчи ЧМ-2018               |                                        |
| 68                                     | 11 июня 2017                           | Сербия                                 | 1 : 1                                  | 1                                      | Отборочные матчи ЧМ-2018               |                                        |
| 69                                     | 2 сентября 2017                        | Австрия                                | 1 : 0                                  | —                                      | Отборочные матчи ЧМ-2018               |                                        |
| 70                                     | 5 сентября 2017                        | Молдова                                | 2 : 0                                  | —                                      | Отборочные матчи ЧМ-2018               |                                        |
| 71                                     | 6 октября 2017                         | Грузия                                 | 1 : 0                                  | —                                      | Отборочные матчи ЧМ-2018               |                                        |
| 72                                     | 9 октября 2017                         | Ирландия                               | 0 : 1                                  | —                                      | Отборочные матчи ЧМ-2018               |                                        |
| 73                                     | 10 ноября 2017                         | Франция                                | 0 : 2                                  | 2                                      | Товарищеский матч                      |                                        |
| 74                                     | 6 сентября 2018                        | Ирландия                               | 4 : 1                                  | 1                                      | Лига наций УЕФА 2018/2019              |                                        |
| 75                                     | 9 сентября 2018                        | Дания                                  | 0 : 2                                  | 2                                      | Лига наций УЕФА 2018/2019              |                                        |
| 76                                     | 16 октября 2018                        | Ирландия                               | 1 : 0                                  | —                                      | Лига наций УЕФА 2018/2019              |                                        |
| 77                                     | 16 ноября 2018                         | Дания                                  | 1 : 2                                  | 2                                      | Лига наций УЕФА 2018/2019              |                                        |
| 78                                     | 11 октября 2018                        | Испания                                | 1 : 4                                  | 4                                      | Товарищеский матч                      |                                        |
| 79                                     | 20 ноября 2018                         | Албания                                | 0 : 1                                  | —                                      | Товарищеский матч                      |                                        |
| 80                                     | 24 марта 2019                          | Словакия                               | 1 : 0                                  | —                                      | Отборочные матчи ЧЕ-2020               |                                        |
| 81                                     | 8 июня 2019                            | Хорватия                               | 1 : 2                                  | 2                                      | Отборочные матчи ЧЕ-2020               |                                        |
| 82                                     | 11 июня 2019                           | Венгрия                                | 0 : 1                                  | 1                                      | Отборочные матчи ЧЕ-2020               |                                        |
| 83                                     | 6 сентября 2019                        | Азербайджан                            | 2 : 1                                  | 1                                      | Отборочные матчи ЧЕ-2020               |                                        |
| 84                                     | 10 октября 2019                        | Словакия                               | 1 : 1                                  | 1                                      | Отборочные матчи ЧЕ-2020               |                                        |
| 85                                     | 13 октября 2019                        | Хорватия                               | 1 : 1                                  | 1                                      | Отборочные матчи ЧЕ-2020               |                                        |
| 86                                     | 16 ноября 2019                         | Азербайджан                            | 2 : 0                                  | —                                      | Отборочные матчи ЧЕ-2020               |                                        |
| 87                                     | 19 ноября 2019                         | Венгрия                                | 2 : 0                                  | —                                      | Отборочные матчи ЧЕ-2020               |                                        |
| 88                                     | 3 сентября 2020                        | Финляндия                              | 1 : 0                                  | —                                      | Лига наций УЕФА 2020/2021              |                                        |
| 89                                     | 6 сентября 2020                        | Болгария                               | 1 : 0                                  | —                                      | Лига наций УЕФА 2020/2021              |                                        |
| 90                                     | 8 октября 2020                         | Англия                                 | 0 : 3                                  | 3                                      | Товарищеский матч                      |                                        |
| 91                                     | 11 октября 2020                        | Ирландия                               | 0 : 0                                  | —                                      | Лига наций УЕФА 2020/2021              |                                        |
| 92                                     | 14 октября 2020                        | Болгария                               | 1 : 0                                  | —                                      | Лига наций УЕФА 2020/2021              |                                        |
| 93                                     | 27 марта 2021                          | Мексика                                | 1 : 0                                  | —                                      | Товарищеский матч                      |                                        |
| 94                                     | 5 июня 2021                            | Албания                                | 0 : 0                                  | —                                      | Товарищеский матч                      |                                        |
| 95                                     | 1 сентября 2021                        | Финляндия                              | 0 : 0                                  | —                                      | Товарищеский матч                      |                                        |
| 96                                     | 13 ноября 2021                         | Беларусь                               | 5 : 1                                  | —                                      | Отборочные матчи ЧМ-2022               |                                        |
| 97                                     | 24 марта 2022                          | Австрия                                | 2 : 1                                  | 1                                      | Отборочные матчи ЧМ-2022               |                                        |
| 98                                     | 29 марта 2022                          | Чехия                                  | 1 : 1                                  | 1                                      | Товарищеский матч                      |                                        |
| 99                                     | 1 июня 2022                            | Польша                                 | 1 : 2                                  | 2                                      | Лига наций УЕФА 2022/2023              |                                        |
| 100                                    | 5 июня 2022                            | Украина                                | 1 : 0                                  | —                                      | Отборочные матчи ЧМ-2022               |                                        |
| 101                                    | 6 июня 2022                            | Бельгия                                | 1 : 1                                  | 1                                      | Лига наций УЕФА 2022/2023              |                                        |
| 102                                    | 14 июня 2022                           | Нидерланды                             | 2 : 3                                  | 3                                      | Лига наций УЕФА 2022/2023              |                                        |
| 103                                    | 22 сентября 2022                       | Бельгия                                | 1 : 2                                  | 2                                      | Лига наций УЕФА 2022/2023              |                                        |
| 104                                    | 25 сентября 2022                       | Польша                                 | 0 : 1                                  | 1                                      | Лига наций УЕФА 2022/2023              |                                        |
| 105                                    | 21 ноября 2022                         | США                                    | 1 : 1                                  | 1                                      | Чемпионат мира по футболу 2022         |                                        |
| 106                                    | 25 ноября 2022                         | Иран                                   | 0 : 2                                  | —                                      | Чемпионат мира по футболу 2022         |                                        |
| 107                                    | 11 октября 2023                        | Гибралтар                              | 4 : 0                                  | —                                      | Товарищеский матч                      |                                        |